# Ning Baizura
Ning Baizura, född 28 juni 1975 i Kajang, är en malaysisk sångerska. Hon har även haft roller i flera filmer och musikaler. Hennes musikkarriär började år 1993 med debutalbumet Dekat padamu. År 2006 startade hon även sitt eget skivbolag Artiste United Records (AUR).
År 2011 släppte hon ett album tillsammans med sångerskorna Jaclyn Victor och Shila med titeln 3 Suara. Deras låt "Beribu Sesalan" blev väldigt framgångsrik och den tillhörande musikvideon hade över 1 000 000 visningar på Youtube i mars 2012.

## Diskografi

### Studioalbum
- 1993 - Dekat padamu
- 1994 - Ning
- 1995 - Teguh
- 1996 - Ke sayup bintang
- 1997 - Always
- 1999 - Pujaan ku
- 2001 - Natural Woman
- 2003 - Selagi ada... Ning
- 2004 - Erti pertemuan
- 2007 - East to West
- 2011 - 3 Suara (med Jaclyn Victor och Shila)
- 2011 - Dewa

### Samlingsalbum
- 1995 - A Little Romancing
- 2006 - Ning 3113